# Teufelberger
Koordinaten: 48° 9′ 54,8″ N, 14° 0′ 27,5″ O
Teufelberger ist ein internationaler Hersteller von Stahlseilen, Faserseilen und Umreifungsbänder. Die internationale Unternehmensgruppe ist in Wels in Oberösterreich beheimatet und ein Familienbetrieb.

## Geschichte
1790 gründete Jakob Teufelberger, gelernter Seiler, eine Hanfseilerei im heutigen Bad Wimsbach in Oberösterreich, in der vor allem Hanfseile für die Landwirtschaft hergestellt wurden. Aufgrund des Verlaufes der Pferdeeisenbahn durch Wels wurde das Unternehmen 1901 von Wimsbach ins nahegelegene Wels verlegt. 1931 wurde die Fertigung von Stahlseilen, 1941 auch solcher aus Kunstfaser begonnen.
Ab 1987 wurden verschiedene Produktionsstandorte aufgebaut bzw. Unternehmen und Sparten von Unternehmen aufgekauft. So startete 1987 die Teufelberger Seil Gesellschaft mit der Fertigung von Stahlseilen am neuen Standort in Wels. 1991 und 1999 kam es zur Akquisition der Tauwerks- und Segelsportsparten der FSE, Deutschland und Roblon, Dänemark (dann FSE Robline). Zwischenzeitlich startete man 1997 mit der Produktion des ersten Polyester-Umreifungsbandes und eröffnete 1998 die Faserseilfabrik in Wesseli an der Lainsitz, Tschechien.
2001 und 2007 folgten zwei weitere Akquisitionen – die des Werkes der Voestalpine-Austria Draht in Sankt Aegyd (Niederösterreich) und von New England Ropes, Fall River, USA. Parallel zum Kauf des Produktionsstandortes in Fall River wurde in Wels das Rope Technology Center eröffnet. Der Standort Wels wurde für seine effiziente Biomassefeuerung als Best-Practice-Vorzeigebetrieb im Rahmen von klima aktiv genannt.
2011 kam die Robship, Schweden zur Gruppe. 2014 gab man Teile der Erntegarnsparte (Bundmaterial) an TAMA in Ungarn ab, übernahm aber die Faserseil-Firma Textech Cord, Thailand. 2016 übernahm Teufelberger die Maschinen zu Seilherstellung der Schweizer Mammut Sports Group, die keine Seile mehr in der Schweiz selbst produziert. 2017 wurde der italienische Hersteller von Spezialstahlseilen Redaelli erworben. Im April 2022 übernahm das Unternehmen den polnischen Mitbewerber Maillis Plastics Solutions (MPS).
Das Mutterunternehmen ist bis heute im Mehrheitsbesitz der Familie Teufelberger. Die Firmenleitung setzt sich aus Florian Teufelberger, CEO (Chief Executive Officer) der Teufelberger Gruppe, und Georg Heftberger, COO (Chief Operating Officer), zusammen. 

## Standorte
Firmengruppe (Stand Anfang 2015):
- Teufelberger Holding AG, Wels, OÖ – Firmenmutter[1]
- Teufelberger Ges.m.b.H., Wels, OÖ – Technisches Büro der Gruppe[10]
- Teufelberger Seil Ges.m.b.H.
  - Wels, OÖ
  - St. Aegyd am Neuwalde-Eisenwerk, NÖ
- Teufelberger spol. s r.o., Veselí nad Lužnicí, Tschechische Republik
- Teufelberger Fiber Rope GmbH, Wels
- Teufelberger Fiber Rope Corp., Fall River, MA, USA
- Teufelberger AB, Billdal, Schweden
- TextTech Asia Co., Ltd., Tambon Khao Noi (Amphoe Pranburi, Prachuab Khirikhan), Thailand

## Produkte
Produziert werden Stahlseile für technische Anwendung. Daneben ist Teufelberger auch in der Extrusion von Kunststoff-Fasern tätig. Das dritte Standbein der Gruppe ist der Bereich der synthetischen Fasern, in welchem Faserseile, Hochleistungs- und Spezialseile für Industrie und technische Anwendungen hergestellt werden.
- Stahlseile für Krane im Bereich Hafen, Bau, Offshore, Material- und Personenseilbahnen, Seilwinden (Pistenwinden, Forstanwendungen)
- Faserseile für Segelsport, Baumpflege, Forstanwendungen, technische Anwendungen wie zum Beispiel Winden, Klettersport, Führungsseile in Papiermaschinen
- Personenabsturzsicherung: Seile und Gurte für die persönliche Absturzsicherung  in der Industrie, im Klettersport und der Baumpflege.
- Umreifungsbänder für die industrielle Verpackung etwa zur Paketierung von Zeitungen, ehemals mit einem PP-Schnur-Paar verknotet, heute mit PP-Band flach verschweißt und von Hand aufreissbar

Renommierte Verwendungen sind beispielsweise das 10,5-km-Rundlitzenseil des Gletscherjet Kaprun oder das drehungsfreie Bergeseil beim Grubenunglücks von San José 2010 („Wunder von Chile“), das speziell dafür nach Chile geflogen wurde.